# アレクサンダー・マドルング
アレクサンダー・マドルング（Alexander Madlung, 1982年7月11日 - ）は、ドイツ・ブラウンシュヴァイク出身の同国代表サッカー選手。ポジションはディフェンダー（センターバック）。

## 経歴

### クラブ
BSVエルパー2000でサッカーを始め、1999年にヘルタ・ベルリンのAユーゲントへ移籍。2002-03シーズンにトップチームに昇格すると、2002年10月19日に行われたエネルギー・コットブス戦でリーグデビューを飾った。
2006年にVfLヴォルフスブルクへ移籍。フェリックス・マガト監督の下、2008-09シーズンにはブンデスリーガ初優勝に貢献すると、シーズン終了後には契約期間を2013年まで延長した
長年にわたってチームを支えたが、2012-13シーズン終了後に契約満了で退団。その後は半年間無所属の状態が続いたが、2014年1月2日、アイントラハト・フランクフルトに1年半の契約で加入した。2014-15シーズンには22試合に出場したが契約満了により退団、その後は古巣のヘルタ・ベルリンが獲得に乗り出したが、契約には至らなかった。
2015年10月21日、フォルトゥナ・デュッセルドルフと2017年6月30日までの約1年半の契約を結んだ。2017年6月、クラブはマドルングとの間の契約を延長しないことを発表した。

### 代表
代表レベルではU-21ドイツ代表としてUEFA U-21欧州選手権2004の代表メンバーに選出されるなど13試合に出場。2006 FIFAワールドカップを控えてA代表チームを補完する目的のため結成されたチーム2006に招集された経歴を持つ。
2006年8月28日、アイルランド代表とサンマリノ代表戦のためにヨアヒム・レーヴ監督からドイツ代表に招集されたが、出場機会はなかった。その後、同年10月7日のジョージア代表戦においてマヌエル・フリードリヒとの交代で代表デビューを飾り、翌2007年3月28日のデンマーク代表戦に先発出場するなど国際Aマッチ2試合に出場した。

## 代表歴
- ドイツ代表
  - A代表初出場 - 2006年10月7日ジョージア代表戦

### 試合数
- 国際Aマッチ 2試合 0得点[1]

| ドイツ代表 | 国際Aマッチ | 国際Aマッチ |
| 年         | 出場        | 得点        |
| ---------- | ----------- | ----------- |
| 2006       | 1           | 0           |
| 2007       | 1           | 0           |
| 通算       | 2           | 0           |

## タイトル

### クラブ
ヘルタ・ベルリン
- DFLリーガポカール：2002

VfLヴォルフスブルク
- ブンデスリーガ：2008-09